# Teodor II Paleolog
Teodor II Paleolog (ur. ok. 1396, zm. 21 czerwca 1448) – despota Morei od 1408 do 1443 roku; z tym że od 1428 roku rządził wraz z Konstantynem XI. Od 1443 do 1448 roku był władcą apanażu w Selimbrii.

## Życiorys
Był synem Manuela II Paleologa. Żonaty był z Kleope Malatestą, włoską arystokratką, kuzynką papieża Marcina V. Dzięki swym zainteresowaniom naukowym i kulturalnym przekształcił Moreę w ważny ośrodek intelektualny upadającego Cesarstwa Bizantyjskiego. Sam był biegłym matematykiem. W 1423 przetrwał atak muzułmanów i zobowiązał się do płacenia trybutu Muradowi II. W 1428 pokonał ostatniego księcia Achai Centuriona Zaccarię. Zajął wówczas Glarentzę i Patras.
Na żądanie swego brata Jana VIII Paleologa, który był cesarzem, przeniósł prawa do Morei na młodszego brata Konstantyna XI. W zamian otrzymał Selimbrię, gdzie w 1448 roku zmarł na dżumę.
Miał córkę Helenę, która wyszła za Jana II Cypryjskiego.